# Gisle Fenne
Gisle Oddvar Fenne (ur. 9 czerwca 1963 w Voss) – norweski biathlonista, czterokrotny medalista mistrzostw świata.

## Kariera
Pierwszy sukces w karierze osiągnął w 1983 roku, kiedy zdobył brązowy medal w sztafecie na mistrzostwach świata juniorów w Anterselvie.
W Pucharze Świata zadebiutował 22 stycznia 1984 roku w Ruhpolding, kiedy zajął szóste miejsce w sztafecie. Pierwsze punkty zdobył 1 marca 1984 roku w Oberhofie, zajmując 12. miejsce w biegu indywidualnym. Na podium zawodów tego cyklu pierwszy raz stanął 18 stycznia 1986 roku w Anterselvie, kończąc rywalizację w sprincie na trzeciej pozycji. W zawodach tych wyprzedzili go jedynie Peter Angerer z RFN i Andriej Niepiein z ZSRR. W kolejnych startach jeszcze dwa razy stawał na podium: 11 marca 1988 roku w Oslo wygrał bieg indywidualny, a 7 lutego 1989 roku w Feistritz był drugi w tej konkurencji. Najlepsze wyniki osiągnął w sezonie 1990/1991, kiedy zajął szóste miejsce w klasyfikacji generalnej.
Wśród seniorów pierwszy medal zdobył w 1989 roku, zajmując drugie miejsce biegu indywidualnym podczas mistrzostw świata w Feistritz. W zawodach tych rozdzielił na podium swego rodaka - Eirika Kvalfossa i Fritza Fischera z RFN. Na tej samej imprezie wspólnie z Geirem Einangiem, Sylfestem Glimsdalem i Eirikiem Kvalfossem zdobył brązowy medal w sztafecie. Na rozgrywanych dwa lata później mistrzostwach świata w Lahti razem z Einangiem, Kvalfossem i Jonem Åge Tyldumem ponownie był trzeci w sztafecie. Ponadto reprezentacja Norwegii w składzie: Frode Løberg, Jon Åge Tyldum, Sylfest Glimsdal i Gisle Fenne wywalczyła srebrny medal w biegu drużynowym na mistrzostwach świata w Nowosybirsku w 1992 roku.
W 1988 roku wystartował na igrzyskach olimpijskich w Calgary, gdzie zajął 30. miejsce w biegu indywidualnym oraz szóste w sztafecie. Brał też udział w igrzyskach w Albertville cztery lata później, zajmując dziewiąte miejsce w biegu indywidualnym i piąte w sztafecie.
Jego żoną jest była norweska biathlonistka, Helga Øvsthus. Ich córka, Hilde Fenne, także została biathlonistką.

## Osiągnięcia

### Igrzyska olimpijskie
| Rok  | Miejscowość | Konkurencje | Konkurencje | Konkurencje | Konkurencje | Konkurencje | Konkurencje | Konkurencje |
| Rok  | Miejscowość | IN          | SP          | PU          | MS          | RL          | MR          | SR          |
| ---- | ----------- | ----------- | ----------- | ----------- | ----------- | ----------- | ----------- | ----------- |
| 1988 | Calgary     | 30.         | –           | nd.         | nd.         | 6.          | nd.         | –           |
| 1992 | Albertville | 9.          | –           | nd.         | nd.         | 5.          | nd.         | –           |

### Mistrzostwa świata
| Rok  | Miejscowość | Konkurencje | Konkurencje | Konkurencje | Konkurencje | Konkurencje | Konkurencje | Konkurencje |
| Rok  | Miejscowość | IN          | SP          | PU          | MS          | RL          | MR          | SR          |
| ---- | ----------- | ----------- | ----------- | ----------- | ----------- | ----------- | ----------- | ----------- |
| 1985 | Ruhpolding  | –           | 18.         | nd.         | nd.         | 4.          | nd.         | –           |
| 1986 | Oslo        | 10.         | 27.         | nd.         | nd.         | 5.          | nd.         | –           |
| 1987 | Lake Placid | 45.         | 21.         | nd.         | nd.         | 4.          | nd.         | –           |
| 1989 | Feistritz   | 2.          | –           | nd.         | nd.         | 3.          | nd.         | –           |
| 1990 | Oslo/Mińsk  | 7.          | 30.         | nd.         | nd.         | 4.          | nd.         | –           |
| 1991 | Lahti       | 17.         | 11.         | nd.         | nd.         | 3.          | nd.         | –           |
| 1992 | Nowosybirsk | nd.         | nd.         | nd.         | nd.         | nd.         | nd.         | –           |

### Puchar Świata

#### Miejsca w klasyfikacji generalnej
| Sezon     | Miejsce |
| --------- | ------- |
| 1983/1984 | 40.     |
| 1984/1985 | 28.     |
| 1985/1986 | 14.     |
| 1986/1987 | 13.     |
| 1987/1988 | 9.      |
| 1988/1989 | 12.     |
| 1989/1990 | 8.      |
| 1990/1991 | 6.      |
| 1991/1992 | 8.      |
| 1992/1993 | -       |
| 1993/1994 | -       |

#### Miejsca na podium chronologicznie
| Lp. | Dzień       | Rok  | Miejscowość | Konkurencja                | Lokata | Pudła   | Czas biegu | Strata  | Zwycięzca      |
| --- | ----------- | ---- | ----------- | -------------------------- | ------ | ------- | ---------- | ------- | -------------- |
| 1.  | 18 stycznia | 1986 | Anterselva  | Sprint na 10 km            | 3.     | 0+0     | 30:42,3    | +4,9    | Peter Angerer  |
| 2.  | 11 marca    | 1988 | Oslo        | Bieg indywidualny na 20 km | 1.     | 0+1+0+1 | 58:22,8    | –       | –              |
| 3.  | 7 lutego    | 1989 | Feistritz   | Bieg indywidualny na 20 km | 2.     | 0+0+0+0 | 58:13,0    | +1:07,8 | Eirik Kvalfoss |